# 슈퍼스타K 7 참가자 목록

다음은 M.net의 스타 오디션 프로그램 슈퍼스타 K 시리즈의 일곱 번째 시즌 《슈퍼스타K 7》의 참가자들을 나열한 목록이다. Top 10과 그 외 저명한 참가자들을 나열한다.

## TOP 10

### 자밀 킴
자밀 킴은 자작곡을 유튜브 채널을 이용하여 알리고 있다. 

### 마틴 스미스
마틴 스미스는 홍대에서 활동하는 남성 듀오로, 현재 앨범 준비중으로 알려져 있다.

### 중식이
중식이는 홍대에서 활동하며 2016년 2월 현재 앨범을 7집까지 낸 밴드이다.

### 클라라 홍
독보적인 음색과 특유의 동서양적 감성으로 화제의 중심에 서 있던 클라라 홍. 그녀가 마침내 대중 앞에 섰다. 그간의 고민과 다짐을 보여주듯 “Clara”가 아닌 “보은”이라는 한국 이름으로 돌아온 그녀의 음악은 여전히 특별하고 아름답기만 하다.

### 이요한
학력
버클리 음악 대학 뮤직프로덕션, 사운드엔지니어링
데뷔
2017년 EP 앨범 [you`ll be alright]

### 지영훈
10월 17일 싱어송라이터 지영훈의 디지털 싱글 [CHINCHILLA]가 발매된다.

### 스티비 워너
스티비 워너는 홍대에서 활동하는 가수이다.

## TOP 26

### 길나율
열두달 멤버.

### 김규아
2017년 데이아워의 <Like Your Body>를 피처링했다.

### 이주천
내일은 국민가수에서 TOP 25까지 올랐다.

## 그 외

### 김영근
이후 슈퍼스타K 2016에서 우승을 차지했다.

### 고정우
이후 미스터트롯 2에서 TOP25까지 올랐다.

### 류지현
이후 청춘스타에서 최종 5위에 올랐다.

### 김소희
걸그룹 네이처의 멤버.

### 유용민
이후 청춘스타에서 TOP41까지 올랐다.